# ティミムス
ティミムス（学名：Timimus）は、白亜紀前期のオーストラリアに生息した、コエルロサウルス類に属する獣脚類の恐竜の属。当初はオルニトミモサウルス類として同定されていたが、現在では異なる種類の獣脚類であると考えられており、おそらくはティラノサウルス上科である。

## 発見と種
オーストラリアの南端にある小さな Dinosaur Cove の東部 Lake Copco 採石場にて、1991年に成体と幼体合わせて計2本の大腿骨が1メートル以内の距離で発見された。トーマス・リッチと彼の妻パトリシア・ヴィッカーズ・リッチにより、模式種ティミムス・ヘルマニは1933年から1934年にかけて正式に命名・端的に記載された。属名は「ティムもどき」を意味する。これは発見者の息子ティモシー・リッチと古生物学者ティム・フラネリーに由来し、オルニトミモサウルス類との関係が推定されたことを反映するラテン語の mimus と結び付けられた。種小名は長年に渡って Dinosaur Cove プロジェクトを支えた有志のジョン・ヘルマンを称えたもの。
ホロタイプ標本 NMV P186303 は Eumeralla 層で発見され、この層は約1億600万年前の白亜紀前期アルビアンにあたる。ホロタイプ標本は成体の左大腿骨である。
1994年のトーマス・リッチ博士のコメントによると、より完全な標本をホロタイプとするのが望ましいが、この地域の露頭が限られているためティミムスの骨格が後に発見されるとは考えにくい。また、オルニトミモサウルス類の新属として同定される複数の特徴がホロタイプ標本に確認されており、ティミムスの名は古生物学の文献における資料の参照に役立ったであろう。リッチは「恐竜の名前はそれ自体が電話番号のようなものである。名前は標本と、その解析から生まれたアイデアを示すラベルである。不正確な電話帳のように混乱を招くラベルはシステムを機能不全に導くため、物に名前やラベルを付ける際には気を付ける必要がある。しかしそれは標本やそれに関連するアイデアを作り出すことではなく、単にコミュニケーションという目的に便利な手段を作ることである。」とコメントしている。
2番目の大腿骨は成長しきっていない個体のもので、パラタイプ標本 NMV P186323 に指定されている。同じ現場から産出した複数の椎骨も本種に割り当てられているほか、他の南オーストラリアから出土した骨もティミムスと同定されているものがある。

## 記載
ホロタイプ標本の大腿骨は長さ44センチメートルに達し、このことから全長は2.5メートルと推定された。細長い体型からしなやかな動物であったことが示唆されている。パラタイプ標本の大腿骨は11センチメートルで、標徴形質と思われる複数の特徴が示されている。下側の関節の関節丘の間に伸筋の溝が存在せず、これはオルニトミモサウルス類の基盤的特徴である。大腿骨頭は前後方向に平たい。前方の転子は大転子と同程度の高さにある。

## 系統発生
1994年に研究者はティミムスをオルニトミモサウルス科（すなわちオルニトミムス科）とした。ゴンドワナ大陸に由来するオルニトミモサウルス類は珍しく、疑問視された。オルニトミモサウルス類が南半球にも生息していてそこを起源としていたことの証拠としてティミムスは提示されたが、即座にトーマス・ホルツがティミムスの系統的位置づけに疑問を呈した。今日ではティミムスはオルニトミモサウルス類との共有派生形質を持たないことが判明しており、ティミムスがオルニトミモサウルス類に分類される根拠は失われている。何らかのコエルロサウルス類にあたる疑問名とする研究者もいる。2012年の研究でティラノサウルス上科の有効な属であるとされ、この結論はDelcourt と Grillo による2018年の論文に支持されている。
なお、同じく南半球の大陸である南アメリカ大陸（ブラジル）から発見されたサンタナラプトルもティラノサウルス上科に属する可能性が高いと見られている。サンタナラプトルはティミムスよりも化石の保存が良くティラノサウルス上科に分類される根拠も豊富であったため、ティミムスもサンタナラプトルの分類に影響されてティラノサウルス上科に分類される可能性が高まっている。なおこうしたティラノサウルス上科の恐竜はヨーロッパから北アメリカ大陸を経由して南アメリカ大陸やオーストラリア大陸に分布を広げたと考えられているが、当時の南半球の頂点捕食者にはカルカロドントサウルス科・スピノサウルス科やその後のアベリサウルス科がいたため、アジアや北米のようにティラノサウルス上科が大型化することはなかった。

## 古生物学
ティミムスの生息地は白亜紀前期には南極に近いため極域の森林であり、夏は穏やかであるが冬は暗く寒冷であった。1996年に骨化石の微細構造の専門家 Anusuya Chinsamy-Turan がティミムスとラエリナサウラの骨要素を検査し、両者の骨組織が異なることを発見した。鳥盤類は一定の骨沈着率を示す一方でコエルロサウルス類は骨形成の周期的パターンを有し、ティミムスは冬眠をして冬を乗り越えていたことが示唆された。オーストラリアのヴィクトリア州 Inverloch に近い Strzelecki 層群からティミムスあるいは近縁種の可能性がある化石が産出しており、足底表面の構造が窪んだ第3指の第1趾骨である。